# Rosa Dworschak
Rosa Dworschak (geboren 1. Juli 1896 in Sankt Peter im Sulmtal, Österreich-Ungarn; gestorben 5. Oktober 1990 in Mödling) war eine österreichische Sozialarbeiterin und Psychoanalytikerin.

## Leben
Rosa Dworschak war die zweite Tochter des Militärkapellmeisters und späteren Postoberoffizials  Karl Dworschak (1865–1933) und der Friedrike Schumachers, ein Onkel war der Komponist Robert Fuchs. Sie erhielt von 1914 bis 1916 eine Ausbildung als Volkspflegerin in den von Ilse Arlt gegründeten „Vereinigten Fachkursen für Volkspflege“ und arbeitete anschließend in einem Barackenlager in Gmünd. Sie war dann im Jugendamt der Stadt Wien, in einem Erholungslager für Kriegsopfer in Pottendorf und wieder im Jugendamt eingesetzt und wurde 1923 Fürsorgeleiterin in Ottakring. Sie war dabei vom Psychoanalytiker August Aichhorn beeinflusst und versuchte dessen Theorien in die Praxis umzusetzen.
Zwischen 1930 und 1936 studierte sie bei Paul Pisk und Ferdinand Rebay an der Musikakademie Wien. Ihr späteres kompositorische Werk umfasst Klavierlieder, Kammermusik und Chororchesterwerke, sowie die Skizzen für eine Oper.
Nach Kriegsende wurde Dworschak eine einflussreiche Fürsorgerin und Therapeutin in der Verwahrlostenbetreuung und führte zusammen mit Friedl Aufreiter und Aichhorn den Kurs „Einführung in die Erziehungsberatung“ für Erziehungsberater und Berufsberater durch, aus dem das von 1946 bis 1949 abgehaltene Seminar für Psychoanalytische Erziehungsberatung der neugegründeten Wiener Psychoanalytischen Vereinigung (WPV) hervorging. Mit Hedwig Bolterauer baute sie die Erziehungsberatung (Child Guidance Clinic) der WPV auf und wurde Mitglied der WPV. 1949 gründete sie das Wiener Institut für Erziehungshilfe, an dem sie bis zu ihrer Pensionierung 1962 als Erziehungsberaterin und Therapeutin für Kinder und Jugendliche arbeitete, und unterrichtete an einer Schule für Sozialarbeit Methoden der Supervision und der Case-Work-Technik. Neu war auch an ihrer Methode, dass nicht die Eltern mit ihren Erziehungsschwierigkeiten, sondern das Kind in den Mittelpunkt der Arbeit gestellt wurde.
Dworschak gründete 1950 zusammen mit Lambert Bolterauer die „August-Aichhorn-Gesellschaft“, die Themen der Psychoanalyse in öffentlichen Vorträgen verbreiten will. Dworschak erhielt 1961 den Titel Bundesfürsorgerat und 1972 den Titel Professor.

## Schriften (Auswahl)
- Der Verwahrloste und seine Helfer. E. Reinhardt, München 1969
- Dorfgeschichten aus der Großstadt. Löcker, Wien 2014